# Micrapate simplicipennis
Micrapate simplicipennis är en skalbaggsart som först beskrevs av Pierre Lesne 1895.  Micrapate simplicipennis ingår i släktet Micrapate och familjen kapuschongbaggar. Inga underarter finns listade i Catalogue of Life.

## Bildgalleri

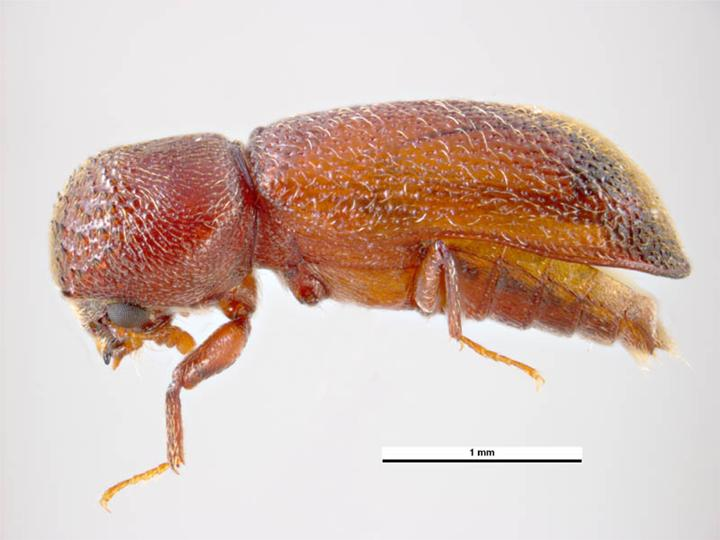